# Slate Islands
Slate Islands – grupa wysp na Jeziorze Górnym w prowincji Ontario w Kanadzie.

## Przyroda
Wyspy te cechuje szczególny mikroklimat, związany z chłodzącym oddziaływaniem Jeziora Górnego. Flora Slate Islands jest nietypowa dla tej szerokości geograficznej, występują w niej gatunki alpejskie i typowe dla Arktyki, takie jak rogownica alpejska, rdest żyworodny i Dryas drummondii. Występuje na nich populacja karibu, a także bobry, zające i lisy.
Dla ochrony przyrody wysp w 1985 roku ustanowiony został Slate Islands Provincial Park. Na wyspach znajdują się pozostałości dwóch osiedli indiańskich, nie ma infrastruktury przeznaczonej dla zwiedzających.

## Krater uderzeniowy
Wyspy stanowią pozostałość wyniesienia centralnego dużego krateru uderzeniowego. Jego wiek oceniany jest na ok. 450 milionów lat (ordowik). Większa część krateru została zniszczona przez erozję. Powstał on prawdopodobnie w wyniku uderzenia małej planetoidy w prekambryjskie skały krystaliczne. Na wyspie zachowały się skały przeobrażone w wyniku impaktu, w tym jeden z największych stożków zderzeniowych na Ziemi (9 m wysokości).